# 神体山
神体山（しんたいさん）とは、神体として直接崇拝の対象とされる山である。
古くは、『常陸国風土記』に富士山の神と筑波山の神の逸話が記される。親神が富士山の神のもとを訪れ、宿を乞うたが、富士山の神は物忌み中として宿泊を拒否した。親神は次に筑波山の神のもとへ行き、同様に宿を乞うたところ、今度は歓迎された。そのため、筑波山には人々が集まるようになり、反対に富士山には絶えず雪が積もり人々が来なくなったという。

## 霊峰富士

神体山である霊峰富士

平安時代の文学の『更級日記』には、当時の一部の人々には、富士山の神が、朝廷の次の年の除目（人事）を決めると思われていた記録がある。